# كلاتة محمد أباد
كلاتة محمد أباد هي قرية في مقاطعة كاشمر، إيران. يقدر عدد سكانها بـ 0 نسمة بحسب إحصاء 2016.